# Gałęzie prawa
Gałąź prawa (dziedzina prawa, dział prawa) – stanowi podsystem lub subsystem prawny głównego systemu prawnego (podzespół norm prawnych, które ze względu na wybrane kryterium konstytuują względnie spójną całość).

## Poszczególne gałęzie prawa
Prawo w pierwszej kolejności dzieli się na:
- Prawo wewnętrzne (krajowe) – prawo obowiązujące wewnątrz (na terenie) danego państwa
- prawo międzynarodowe publiczne (zwane dawniej też prawem narodów) – dotyczy stosunków między państwami, rządowymi organizacjami międzynarodowymi i jednostkami lub ich zbiorowościami na arenie międzynarodowej,
- Prawo unijne – zawarte jest przede wszystkim w traktatach założycielskich oraz prawie stanowionym przez organy i instytucje Unii Europejskiej; można je – kierując się kryterium przedmiotowym i podmiotowym – dzielić na poszczególne sektory (segmenty), wyróżniając w ten sposób np. unijne prawo gospodarcze, unijne prawo konsumenckie lub unijne prawo ochrony środowiska[2].

Prawo wewnętrzne z uwagi na metodę regulacji dzieli się na:
- - Prawo prywatne – reguluje stosunki prawne, jakie zachodzą między jednostkami, przy założeniu równości (równorzędności) podmiotów tych stosunków. Stosunki te są kształtowane głównie drogą dobrowolnych umów i innych dobrowolnych czynności prawnych. Od woli jednostek zależy w nim też w znacznej mierze realizacja i dochodzenie przysługujących im praw. Państwo i jednostki samorządu terytorialnego działają na takich samych zasadach jak jednostki, nie będąc na ogół w żaden – zwłaszcza szczególny – sposób uprzywilejowanymi,
  - Prawo publiczne – reguluje stosunki prawne, jakie zachodzą między jednostką a państwem (jego instytucjami, organami, funkcjonariuszami) lub między jednostką a jednostkami samorządu terytorialnego (ich instytucjami, organami, funkcjonariuszami). Podmioty stosunków prawnych są tu względem siebie nierówne. Państwo i jednostki samorządu terytorialnego (uosabiające je instytucje, organy i funkcjonariusze administracji rządowej i samorządowej) są z definicji podmiotem silniejszym, a jednostki podmiotem słabszym (podporządkowanym, subordynowanym). Te pierwsze dysponują również tzw. władztwem publicznym (administracyjnym), które polega na możliwości jednostronnego kształtowania uprawnień i obowiązków jednostek oraz na nakładaniu na nie kar i stosowaniu wobec nich środków przymusu[3].

Prawo prywatne dzieli się na:
- - Prawo cywilne normuje kwestie związane ze zdolnością prawną i zdolnością do dokonywania czynności prawnych, oświadczeniami woli, dobrami osobistymi, przedawnieniem roszczeń majątkowych, zawieraniem i wykonywaniem umów, prawem własności, prawem użytkowania wieczystego i ograniczonymi prawami rzeczowymi (tj. prawami na rzeczy cudzej, takimi jak: użytkowanie, służebność, zastaw, spółdzielcze własnościowe prawo do lokalu i hipoteka), posiadaniem, cywilnoprawną odpowiedzialnością za wyrządzenie szkody, obowiązkiem zwrócenia bezpodstawnie uzyskanej korzyści majątkowej, losami majątku po śmierci osoby fizycznej,
  - prawo rodzinne i opiekuńcze, które czasem uznaje się za dział prawa cywilnego, reguluje instytucję małżeństwa, władzy rodzicielskiej, obowiązku alimentacyjnego, przysposobienia (adopcji), opieki i kurateli,
  - prawo spółek handlowych – odnosi się do spółek takich jak spółka jawna, partnerska, komandytowa, komandytowo-akcyjna, z ograniczoną odpowiedzialnością i akcyjna, w tym ich likwidacji oraz przekształcania,
  - prawo spółdzielcze – dotyczy zakładania i działalności spółdzielni,
  - prawo pracy,
  - prawo własności intelektualnej,
  - prawo wekslowe i czekowe – dotyczy kwestii związanych z wystawieniem weksli i czeków oraz obrotem nimi,
  - prawo przewozowe,
  - prawo prywatne międzynarodowe[4].

Prawo cywilne dzieli się na:
- ogólne,
- zobowiązań umownych,
- zobowiązań pozaumownych (zobowiązań powstających z tytułu tzw. deliktów (czynów niedozwolonych) i bezpodstawnego wzbogacenia),
- prawo rzeczowe,
- prawo spadkowe[5].

W ramach prawa cywilnego wyróżnia się też czasem:
- prawo handlowe (gospodarcze) – dotyczy czynności prawnych dokonywanych między przedsiębiorcami,
- prawo konsumenckie – dotyczy czynności prawnych dokonywanych między przedsiębiorcami a konsumentami,
- prawo lokalowe (lub węziej: lokatorskie) – dotyczy zagadnień związanych z korzystaniem z lokali (mieszkalnych)[6].

Prawo własności intelektualnej dzieli się na
- prawo autorskie – dotyczy kwestii utworów i ich wykonań oraz ich ochrony,
- prawo własności przemysłowej – dotyczy kwestii wynalazków[7].

Prawo pracy dzieli się na
- indywidualne prawo pracy – dotyczy zagadnień związanych ze świadczeniem pracy na podstawie stosunku pracy,
- zbiorowe prawo pracy – dotyczy zagadnień związanych z działalnością związków zawodowych i organizacji pracodawców[7].

Prawo prywatne międzynarodowe dzieli się na:
- prawo prywatne międzynarodowe sensu stricto (prawo „konfliktów”, prawo kolizyjne) – wskazuje na to, prawo jakiego państwa (części składowej federacji) jest dla danego stanu faktycznego właściwe (ma znaleźć w nim zastosowanie),
- prawo prywatne międzynarodowe sensu largo – składają się na nie ponadto to co na prawo międzynarodowe sensu stricto różnego rodzaju regulacje prawne, w tym wynikające z zawartych przez dane państwo umów międzynarodowych, które znajdują zastosowanie w stosunkach prawnych z tzw. „elementem obcym”[7].

Prawo publiczne dzieli się na:
- - Prawo konstytucyjne – normuje podstawy ustroju prawnego, politycznego, gospodarczego i społecznego danego państwa. Określa ono przede wszystkim rodzaje, strukturę i sposób działania naczelnych organów państwowych oraz zawiera katalog podstawowych praw i wolności obywatelskich,
  - Prawo karne – definiuje ono czyny, jakie zabronione są pod rygorem sankcji karnej (zbrodnie, występki i wykroczenia) oraz wyznacza zasady, na jakich ma być ponoszona odpowiedzialność karna, w tym podając warunki, od jakich spełnienia ta odpowiedzialność zależy, i formy popełnienia przestępstwa (np. sprawstwo, współsprawstwo, sprawstwo kierownicze, podżeganie, pomocnictwo, usiłowanie, przygotowanie, dokonanie). Poza szczegółowymi dyrektywami odnośnie do wymierzania wysokości kary określa ono również rodzaje sankcji karnych (kar i środków karnych) oraz rodzaje środków zabezpieczających. Przy tym celem tych ostatnich jest zapobieżenie ponownemu popełnieniu czynu zabronionego przez osobę, która takiego czynu się już dopuściła,
  - Prawo administracyjne – normuje ono szczegółowo organizację i sposób funkcjonowania organów państwowych i samorządowych oraz relacje między takimi organami a jednostkami, wkraczając w różne sfery ludzkiej aktywności, ustalając – często bardzo rozbudowane – zasady, na jakich ludzie mogą lub mają w tych sferach postępować,
  - Prawo finansowe – dotyczy materii związanych ze środkami płatniczymi, dochodami (przychodami) i wydatkami (rozchodami) oraz instrumentami finansowymi,
  - prawo procesowe – normuje procedurę, w jakiej zapadają orzeczenia sądowe i decyzje administracyjne oraz podatkowe i w jakiej te orzeczenia/decyzje są potem wykonywane (egzekwowane)[8].

Prawo karne (penalne) dzieli się na:
- prawo karne ogólne,
- prawo wykroczeń,
- prawo karne skarbowe[9].

Prawo administracyjne dzieli się na:
- ustrojowe prawo administracyjne (państwowe i samorządowe),
- materialne prawo administracyjne[10].

Materialne prawo administracyjne dzieli się między innymi na:
- prawo publiczne gospodarcze,
- prawo zamówień publicznych,
- prawo o ruchu drogowym,
- prawo wodne,
- prawo ochrony środowiska,
- prawo oświatowe,
- prawo szkolnictwa wyższego,
- prawo stowarzyszeń,
- prawo o aktach stanu cywilnego,
- prawo ochrony danych osobowych,
- prawo bankowe,
- prawo lotnicze,
- prawo rolne,
- prawo morskie,
- prawo turystyczne,
- prawo budowlane,
- prawo telekomunikacyjne,
- prawo energetyczne,
- prawo geologiczne i górnicze,
- prawo ubezpieczeń społecznych,
- prawo medyczne,
- prawo weterynaryjne i sanitarne,
- prawo wyborcze,
- prawo wojskowe,
- prawo policyjne,
- prawo łowieckie,
- prawo wyznaniowe[10].

Prawo finansowe dzieli się na
- prawo budżetowe – normuje kwestie związane z przygotowaniem i uchwaleniem budżetu państwa i jednostek samorządu terytorialnego,
- prawo podatkowe – normuje kwestie związane z nakładaniem i poborem podatków oraz innych podobnych opłat i danin publicznych,
- prawo celne – normuje kwestie związane z opłatami celnymi,
- prawo dewizowe – normuje kwestie związane ze środkami płatniczymi,
- prawo rynku finansowego – normuje kwestie związane z obrotem instrumentami finansowymi,
- prawo rachunkowe – normuje sposób, w jaki mają być prowadzone księgi rachunkowe[10].

Prawo procesowe (proceduralne, formalne) dzieli się na:
- prawo postępowania cywilnego – dotyczy postępowania przed sądem w sprawach z obszaru prawa prywatnego (w sprawach cywilnych, gospodarczych, rodzinnych i opiekuńczych, z zakresu prawa spółek, prawa pracy, prawa autorskiego, prawa własności intelektualnej, prawa wekslowego i czekowego, prawa spółdzielczego) i niektórych sprawach z obszaru prawa publicznego (jak np. w sprawach z zakresu ubezpieczeń społecznych),
- prawo postępowania karnego – normuje tryb wykrywania, ścigania i stawiania w stan oskarżenia (obwinienia) osób, które podejrzewa się lub którym zarzuca się popełnienie przestępstwa (wykroczenia), a także rodzaje i zasady stosowania środków zapobiegawczych, takich jak np. tymczasowe aresztowanie, poręczenie majątkowe, poręczenie społeczne, poręczenie osoby godnej zaufania, dozór Policji lub przełożonego wojskowego, nakaz okresowego opuszczenia lokalu zajmowanego wspólnie z pokrzywdzonym czy zakaz opuszczania kraju,
- prawo postępowania administracyjnego – normuje egzekucję pieniężnych i niepieniężnych obowiązków administracyjnych i podatkowych,
- prawo postępowania podatkowego – normuje tryb wydawania decyzji podatkowych i zabezpieczania należności podatkowych oraz przeprowadzenia kontroli podatkowej i czynności sprawdzających[11].

Do postępowania cywilnego zalicza się także tzw. postępowanie upadłościowe i restrukturyzacyjne (dawniej zwane upadłościowym i naprawczym), które zajmuje się rozdysponowaniem majątku podmiotów, które stały się niewypłacalne, i zakańczaniem działalności takich podmiotów oraz ewentualnie pomocą podmiotom, które jeszcze nie stały się niewypłacalne, ale grozi im niewypłacalność lub które da się wyprowadzić z długów.
Prawo postępowania karnego dzieli się na:
- prawo postępowania w sprawach o przestępstwa,
- prawo postępowania w sprawach o przestępstwa skarbowe,
- prawo postępowania w sprawach o wykroczenia
- prawo postępowania w sprawach o wykroczenie skarbowe[12].

Prawu postępowania karnego pokrewne jest też prawo karne wykonawcze, które określa zasady, na jakich mają być wykonywane – po ich orzeczeniu – sankcje karne (kary i środki karne), środki zabezpieczające oraz kary porządkowe i środki przymusu skutkujące pozbawieniem wolności.
Prawo postępowania administracyjnego dzieli się na:
- prawo administracyjnego postępowania sądowego – normuje zasady rozstrzygania spraw sądowych z zakresu prawa administracyjnego i podatkowego,
- prawo postępowania administracyjnego (niesądowego) – normuje tryb wydawania decyzji administracyjnych w sprawach indywidualnych, w tym również w przypadku nakładania lub wymierzania kar pieniężnych takimi decyzjami, tryb wydawania zaświadczeń oraz tryb rozpatrywania skarg i wniosków kierowanych do organów administracji publicznej, organów przedsiębiorstw państwowych i innych państwowych jednostek organizacyjnych, a także organizacji i instytucji społecznych w związku z wykonywanymi przez nie zadaniami zleconymi z zakresu administracji publicznej,
- postępowanie porządkowe i dyscyplinarne (w stosunku do minowanych pracowników państwowych),
- postępowanie egzekucyjne w administracji – normuje egzekucję pieniężnych i niepieniężnych obowiązków administracyjnych i podatkowych[13].

## Gałęzie prawa hybrydowe (mieszane)
Gałęzie prawa tradycyjnie zaliczane do prawa prywatnego lub administracyjnego zawierają w sobie czasem również unormowania z zakresu innego rodzaju prawa. Jest tak na przykład w:
- prawie pracy – w którym wiele regulacji prawnych ma charakter publicznoprawny, w tym prawnokarny,
- w prawie spółek – w którym można znaleźć postanowienia karne,
- w prawie bankowym – w którym znajdują się regulacje z zakresu prawa prywatnego dotyczące czynności bankowych (np. umowy kredytu lub gwarancji bankowej),
- w prawie rolnym – w którym znajdują się regulacje z zakresu prawa prywatnego,
- w prawie morskim – w którym znajdują się regulacje z zakresu prawa prywatnego.
- w prawie konsumenckim – na które poza unormowaniami cywilnoprawnymi składają się różne unormowania publicznoprawne, które w chwili obecnej wydają się nawet w tym prawie dominować, występują w nim też organy państwa, które pomogą konsumentom w ich sporach z przedsiębiorcami – jak np. powiatowi (miejscy) rzecznicy konsumentów (w sprawach indywidualnych) lub Prezes Urzędu Ochrony Konkurencji i Konsumentów (w przypadku gdy są zagrożone zbiorowe interesy konsumentów)[14].

## Kryteria, za pomocą których wyszczególniane są dzisiaj poszczególne gałęzie prawa
Wyznacznikiem, za pomocą jakiego dochodzi do wyróżniania poszczególnych gałęzi prawa, staje się coraz częściej nie kryterium metody regulacji (równorzędność podmiotów lub jej braku) i rodzaju sankcji (karna: zwłaszcza kara pozbawienia wolności, aresztu, ograniczenia wolności i grzywna; cywilnoprawna: sankcja nieważności i możliwości przeprowadzenia sądowej (komorniczej) egzekucji; administracyjnoprawna: kary pieniężne, przymus fizyczny, egzekucja administracyjna), ale kryterium przedmiotowe lub podmiotowe. O wyszczególnieniu danej gałęzi prawa decyduje współcześnie w znacznej mierze rodzaj spraw (zagadnień) lub podmiotów, których prawo mające się na nią składać kompleksowo dotyczy. W ten sposób zostały też wyłonione takie działy prawa jak np. prawo bankowe, prawo rolne, prawo morskie, prawo lotnicze, prawo górnicze i geologiczne czy prawo konsumenckie.

## Nowe gałęzie prawa
Dzisiaj za niedawno powstałą (świeżą) gałąź prawa można by traktować prawo informatyczne (łac. lex informatica).

## Specyfika poszczególnych gałęzi prawa
Gałęzie prawa mają swoją specyfikę:
- pod względem obecności przepisów dyspozytywnych, imperatywnych i semiimperatywnych

Prawo zobowiązań umownych jest mnóstwo przepisów iuris dispositivi. W prawie pracy i prawie konsumenckim obecne są liczne przepisy semiimperatywne. W prawie administracyjnym, konstytucyjnym i procesowym występują niemalże same przepisy iuris cogentis.
- pod względem rodzaju sankcji, jakie są w nich stosowane

W prawie prywatnym – poza sankcją przewidującą obowiązek zapłaty odszkodowania i zadośćuczynienia kompensującego wysokość wyrządzonej szkody i rozmiar doznanej krzywdy psychicznej – występuje sankcja nieważności czynności prawnej i sankcje o charakterze egzekucyjnym.
W prawie karnym występują głównie sankcje represyjne.
W prawie administracyjnym obok sankcji represyjnych obecne są także sankcje egzekucyjne.
- pod względem zasad, według jakich przeprowadzana jest wykładnia prawa i korzystanie z wnioskowań prawniczych.

W prawie administracyjnym i podatkowym dominuje wykładnia językowa. Zabronione jest tu też stosowanie analogii na niekorzyść obywatela/podatnika.
W prawie karnym dominuje wykładnia językowa w zakresie, w jakim to prawo określa czyny, za jakie grożą sankcje karne. Niedopuszczalne jest też w nim korzystanie z analogii, jaka miałaby skutek niekorzystny dla oskarżonego (obwinionego) lub podejrzanego. Obowiązuje tu zasada, że co nie jest zabronione lub nakazane, jest dozwolone, jaka domyka system prawa karnego, czyniąc go w ten sposób zupełnym.
W prawie prywatnym wykładnia może przebiegać zarówno zgodnie z dyrektywami wykładni językowej, jak i celowościowej. Ogólność instytucji tego prawa sprawia jednak, iż większe znaczenie niż sam rodzaj wykładni prawa ma tutaj to, kto jej dokonuje. Liczy się tu zarówno wykładnia legalna – zwłaszcza gdy chodzi o precedensy de facto – jak i wykładnia doktrynalna prawnicza. W prawie prywatnym dozwolone, jeśli nie nakazane, jak np. w przypadku tzw. umów nienazwanych (łac. contracti innominati), jest korzystanie z analogii, i to zarówno legis, jak i iuris. Ogólnie brakuje w nim też zasady, iż co nie jest wyraźnie unormowane prawem, jest prawnie indyferentne (obojętne) albo dozwolone lub zabronione. Każdemu przypadkowi, jaki wystąpił w życiu, należy przypisać w nim jakieś skutki cywilnoprawne, również wtedy, gdy brak jest ogólnych reguł, jakie by te skutki wyznaczały – w tym przy wzięciu pod uwagę niesztampowego (nietypowego) charakteru takiego przypadku.
W prawie międzynarodowym publicznym i prywatnym sensu largo często występuje problem niezgodności pomiędzy poszczególnymi wersjami językowymi danej umowy międzynarodowej, co między innymi daje okazję do czynienia użytku z wykładni celowościowej.
W prawie unijnym dużą wagę przywiązuje się do celu, jakie miały poszczególne regulacje prawne. Ponadto poza tym, że potrafi się tu uciekać do reguły domniemanych kompetencji, podejmuje się tu również takie zabiegi interpretacyjne, zmierzające do zapewnienia efektywności unijnym regulacjom i prawidłowego działania unijnych instytucji, jak przyznanie prawu Unii Europejskiej pierwszeństwa nad prawem krajowym i wyposażenie orzeczeń Trybunału Sprawiedliwości Unii Europejskiej w moc wiążącą w stosunku do sądów państw będących członkami Unii Europejskiej bez wyraźnej, jeśli jakiejkolwiek, podstawy w unijnym prawie pierwotnym (traktatowym) i unijnym prawie pochodnym (wtórnym).
- pod względem sposobu stosowania prawa

W prawie karnym, administracyjnym i podatkowym stosowanie prawa odbywa się głównie drogą sylogizmu prawniczego.
W prawie konstytucyjnym stosowanie prawa odbywa się drogą modelu argumentacyjnego i ewentualnie drogą balansowania przeciwstawnych zasad.
W prawie prywatnym stosowanie prawa odbywa się drogą modelu argumentacyjnego i ewentualnie za pośrednictwem sylogizmu prawniczego i analogii.
- pod względem stosunku do obchodzenia prawa (działania fraudulentnego – łac. in fraudem legem).

W prawie prywatnym obchodzenie prawa – jakie polega tu na niweczeniu celu regulacji prawnych o bezwzględnie wiążącym charakterze lub semi-imperatywnych – jest z definicji zabronione.
W prawie karnym, zgodnie z regułą, że co nie jest wyraźnie zakazane lub nakazane jest dozwolone, obchodzenie prawa jest dopuszczalne.
W prawie podatkowym obchodzenie prawa – jakiego skutkiem jest tutaj odnoszenie korzyści podatkowej, zwłaszcza poprzez unikanie opodatkowania – jest na ogół niedozwolone. Ponadto w prawie prywatnym nie wolno nie tylko obchodzić prawa, ale i go nadużywać.
- pod względem ogólne zasady oraz wartości i cele chronione oraz realizowane przez prawo

Przykładowo w prawie cywilnym mamy do czynienia z zasadą swobody umów, w prawie karnym z zasadą domniemania niewinności, w administracyjnym prawie ustrojowym z zasadą, iż organy państwa działają tylko w granicach i na podstawie prawa, a w prawie pracy z zasadą poszanowania godności i dóbr osobistych pracownika.
- pod względem chronionych interesów

Przykładowo w prawie konsumenckim zabezpieczane są interesy („dobra”) konsumentów, a w prawie pracy interesy („dobra”) pracowników.